# Lökgrodor
Lökgrodor (Pelobatidae) är en familj bland stjärtlösa groddjur.
Lökgrodorna kännetecknas av att de saknar revben och har tänder i överkäken. Tillhörande arter är medelstora till stora groddjur som påminner i utseende om äkta grodor eller äkta paddor. Familjens medlemmar kännetecknas av att de har stor tunga. Typiskt är också korta extremiteter och lodräta pupiller.
Två släkten finns i familjen: 
- Pelobates, fyra arter i Europa, västra Asien och nordvästra Afrika.[4]
- †Elkobatrachus, fossil hittades i Nevada (USA)[5]

Enda svenska art är lökgroda.
Inom familjen finns arter som gräver i marken, arter som hoppar på marken och arter som är bundna till vattendrag. Arterna påträffas ofta i öknar och andra torra landskap. Fortplantningen sker efter regn och då kan många individer påträffas inom ett begränsat område.